# Георги Коритаров
Георги Стоянов Коритаров е български журналист. Смятан е от някои за представител на качествената и сериозна журналистика.

## Биография

### Образование и младежки години
Роден е на 10 май 1959 г. в София. През 1984 г. завършва специалност славянска филология – сърбохърватски език в Софийския университет „Климент Охридски“. По време на следването си става сътрудник на Държавна сигурност (ДС) под псевдонима Алберт.
Коритаров владее сръбски, хърватски, руски, полски, английски и китайски, ползва и албански език.

### Журналистическа кариера
С журналистика започва да се занимава от създаването на вестник „Демокрация“ като парламентарен репортер. По-късно работи за кратко във вестниците „Демокрация 91“ и „Континент“. От 1992 г. е в Радио „Свободна Европа“, където първо е политически репортер, а по-късно става водещ на предаванията „Радиожурнал“, „Светът в 13“, „Преди полунощ“ и „Балкански компас“.
През 2003 г. Коритаров е водещ на аналитичния преглед на печата „Блиц“, съвместно издание на Радио „Свободна Европа“ и телевизия Би Ти Ви в рамките на сутрешния блок „Тази сутрин“. На 22 януари 2004 г. в предаването бившият служител на руските спецслужби Александър Литвиненко заявява, че президентът на Русия Владимир Путин пере пари и продава наркотици заедно с висши служители в Кремъл, шефове на специални служби и др. Интервюто е оценено като „страхотно“ от Иво Инджев.
В началото на 2004 г. обаче предаването спира, тъй като договорът за него изтича и не е подновен.
От началото на 2005 г. Коритаров е в Нова телевизия и Радио „Нова Европа“. По Нова телевизия води половинчасово токшоу, наречено „Коритаров Live“, което първоначално се излъчва късно вечерта, а по-късно става част от сутрешния блок на Нова телевизия „Здравей, България“ (за известен период сутрешният блок на Нова телевизия е в непрекъсната надпревара за рейтинг със сутрешния блок на Би Ти Ви, чието лице е Николай Бареков).
На 21 ноември 2008 г. е уволнен от Нова телевизия. Официалната версия за това е неспазването от страна на водещия на принципите на журналистическия плурализъм и използването на телевизионния екран за лични цели. Българският хелзинкски комитет излиза с декларация в негова защита.
От 2010 до края на януари 2018 г. работи в телевизия „ТВ плюс“.
От 1 февруари 2018 г. е автор и водещ на предаването „Свободна зона с Георги Коритаров“ в телевизия „Европа“.
Последното телевизионно предаване с негово участие е на 5 април 2021 г., когато коментира току-що провелите се парламентарни избори. Гости в предаването са Георги Харизанов и Иво Беров.
Ваксиниран с първа доза срещу КОВИД-19, поради усложнения след предаването е откаран в болница „Токуда“, където дава положителен резултат при PCR тест, има и сърдечна недостатъчност. Умира сутринта на следващия ден 6 април 2021 г.

## Отличия и награди
- годишната награда на президента на Радио „Свободна Европа“ и радио „Свобода“ за 2001 г. за „изключителен принос за отстраняването от власт на Слободан Милошевич“[3][15]
- годишната награда на НАФТЕКС за „гражданска позиция“ – 2003 г.[3]
- годишната награда за „най-добър политически анализатор“ за 2003 г. на политически кръг „Мисъл“[3]
- специалната награда на „Промедия“ в рамките на международния радио-телевизионен фестивал в Албена – 2003 г. за „успешно съчетаване на радио и телевизионна журналистическа форма в предаването „Блиц“[3]
- голямата специална награда на радио-телевизионния фестивал в Албена 2003 г. – участие в церемонията по връчването на годишните награди „Еми“ в Ню Йорк[3]
- годишната награда на Българска медийна коалиция (БМК) за цялостен принос за независимостта на медиите в България и утвърждаване на ценностите на гражданското общество[3]

## Критики

### Сътрудничество с ДС
На 13 февруари 2004 г. във вестник „Стандарт“ е публикувана статия, в която се твърди, че Георги Коритаров е бивш сътрудник на Държавна сигурност.
На 20 май 2006 г. самият министър на вътрешните работи на България в правителството на тройната коалиция Румен Петков официално съобщава, че Коритаров е бил агент на ДС. Заради този скандал около новообявени досиета Румен Петков е подложен на остри критики от политици и журналисти, вкл. от президента Георги Първанов, министър-председателя Сергей Станишев и политици от ДСБ.
Георги Коритаров разказва в ефир как е бил вербуван. Твърди, че службите са го принудили с шантаж да работи за тях, след като са го хванали, че е използвал фалшив документ, за да се освободи от военна служба. Бил е агент на Шесто управление на ДС под псевдонима Алберт в продължение на 10 години.
Според разследващия журналист Христо Христов противозаконното разкриване на агентурното минало на Коритаров е вдъхновено от вътрешния министър Румен Петков, когото Коритаров критикува. След тези изказвания Христов получава телефонни заплахи да прекрати публичната си дейност.
Според журналисти и общественици скандалът цели да дискредитира водещи журналисти, но заедно с това и да компрометира архивите на Държавна сигурност като исторически извор.

### Други
Обвиняван е, че подкрепя претенциите за съществуване на „македонско малцинство“ в България, включително от археолога Николай Овчаров.
Настоява българите да признаят историческата вина на Царство България за депортираните евреи от територията на Македония през март 1943 г.
Открито обявява, че коалицията „Обединени патриоти“ е проект, построен върху ксенофобския популизъм и историческия шовинизъм.